# Malajiska
Malajiska, malajsiska, malaysiska, Bahasa Malaysia, Bahasa Melayu, Bahasa Malay, är ett malajo-polynesiskt språk som används som modersmål av malajerna i Malaysia, södra Thailand, Filippinerna, Singapore, centrala östra Sumatra, Riauöarna och delar av Borneos kust. Det är officiellt språk i Malaysia, Brunei och Singapore. Det används också som arbetsspråk i Östtimor. Malajiskan är mycket lik indonesiskan, som är officiellt språk i Indonesien.
Malajiska skrivs vanligen med latinska alfabetet i modifierad form, men en modifierad variant av arabiska alfabetet, kallad Jawi, finns också, liksom malajiska med thailändskt alfabet.